# Сара Исаковић
Сара Исаковић (Блед 9. јуна 1988) словеначка је пливачица слободним стилом. Она је на Олимпијским играма 2008. освојила прву олимпијску медаљу у историји словеначког пливања.

## Биографија
Отац Ненад, има двојно држављанство српско и словеначко, са породицом живи у Дубаију, где као пилот ради за тамошњу авио компанију. Сара је највећи део детињства провела у Дубаију. Њена мајка некадашња југословенска рекордерка у пливању, која је својевремено у Крању тренирала и браћу Дарјана и Борута Петрича била је први учитељ Сари и њеном брату близанцу Галу у пливачким почецима.
Године 2001. Сара се враћа у Словенију и почиње тренирати у Радовљици у пливачком клубу Жито Горењска. Тренер јој је био, а и данас је Миха Поточник.
Плива све дисциплине слободног стила од 50 м, 100 м, 200 м, 400 м, и штафети 4х200 м. Окушала се и у пливању делфин стилом на 50 м, 100 м и 200 м.

## Успеси
- Олимпијске игре 2008

200 м слободно 2 место — 1:54,97 словеначки рекорд
- Олимпијске игре 2004

200 м слободно 18 место — 2:01,71
100 м слободно 26 место — 56,67
50 м слободно 36 место — 26,81
4 x 200 м слободно 16 место.
- Светско првенство 2007. 50 м базен

200 м делфин 7 место,
50 м делфин 12 место
- Светско првенство 2005. 50 м базен

200 м слободно 5 место,
4 x 200 м слободно 14. место, 19.
100 м слободно 19. место
- Европско првенство 2008. 50 м базен

200 м слободно 1. место — 1:57,45
100 м слободно 8. место,
100 м делфин 8. место,
4 x 200 слободно 10. место,
200 м делфин полуфинале
- Европско првенство 2006 50 м базен

200 м слободно 8. место,
400 м слободно 13. место,
100 м слободно 15. место
- Европско првенство 2004 50 м базен

200 м слободно 9. место
- Европско првенство 2004 25 м базен

200 м слободно 5. место,
400 м слободно 8. место,
100 м слободно 11. место
- Европско првенство 2005 25 м базен

200 м слободно 8. место,
100 м слободно 16. место
- Летња универзијада 2007.

200 м слободно 2. место,
200 м делфин 3. место
- Летња универзијада 2009.

200 м слободно 1. место,